# 行くね
『行くね』（いくね）は、千葉美加のメジャー・デビュー・アルバム。1989年10月21日、CBS/SONY RECORDSから発売された。

## 解説
ミュードル（ミュージシャン+アイドル）：千葉美加の1stアルバム。
発売当時浜田省吾のバックバンドメンバーであった梁邦彦が音楽プロデューサーを務めている。同じ浜田のバックバンド在籍の町支寛二が、2曲楽曲提供している。
ロック、ポップス、アイドル歌謡、などジャンルにとらわれない楽曲群。
デビュー・シングル「シューティング・スター」同様、千葉自身のメッセージが収録されている。

## 収録曲
- 全編曲：梁邦彦

1. Someday Somewhere Someone
  - 作詞：真名杏樹　作曲：町支寛二
2. BRAND-NEW TOMORROW
  - 作詞：田口俊　作曲：VAX POP
3. 気持ちが跳ねた日
  - 作詞：芹沢類　作曲：Shoji
4. 知らないッ
  - 作詞：真名杏樹　作曲：荒木真樹彦
5. 9月の海
  - 作詞：谷亜ヒロコ　作曲：東郷昌和
6. 行くね
  - 作詞：芹沢類　作曲：Shoji
7. チャイルド・フェンス
  - 作詞：只野菜摘　作曲：小池浩道
8. キライになりたい
  - 作詞：岩里祐穂　作曲：戸田誠司
9. ときめきパフォーマンス
  - 作詞：岩里祐穂　作曲：町支寛二
10. 明日へのプリズム
  - 作詞：Masagoro　作曲：戸田誠司
11. 美加からのメッセージ